# Rododendronsläktet
Rhododendronsläktet (Rhododendron) är ett släkte i familjen ljungväxter där även azaleor ingår, med bland annat omtyckta blommande trädgårdsväxter.
En stor del av arterna i släktet är städsegröna. De som kallas azaleor är däremot normalt bladfällande. Under försommaren, oftast efter blomningen,  växer nya blad ut. Rhododendronarter finns i storlekar från drygt decimeterhöga buskar upp till träd som är över trettio meter höga. De är vanligen långsamt växande men många varianter blir efter några årtionden mycket stora.
I vilt tillstånd finns ungefär 1 000 arter över stora delar av världen, bland annat i Himalaya, Myanmar, Kaukasus, Japan, Nordamerika, Europa (cirka 10 arter) och Tibet. De gillar kyla men har svårt att tåla torka. Arterna skiljer sig åt vad gäller storlek, blomfärg, och blomningstid, men de flesta blommar under tidig försommar. I Sverige finns två vilda arter, lapsk alpros (R. lapponicum) och skvattram (R. tomentosum).
Som trädgårdsväxt finns otaliga och för varje år allt fler korsningar (som kallas hybrider), enligt en källa 1300 stycken, förmodligen fler. 
Rhododendronsläktet är så kallade surjordsväxter, pH-värdet i jorden bör för de flesta vara 4,5 och de föredrar ofta att växa i sluttningar med lätt vandrande skugga. 
För rhododendronintresserade i Sverige finns föreningen Svenska Rhododendronsällskapet.
Sofiero slottsträdgård har enligt guiderna 10 000 plantor och cirka 350 arter av rhododendron.
Botaniska trädgården i Göteborg är sedan länge framstående vad gäller rhododendron. I parkens rhododendrondal växer ungefär 100 olika sorters rhododendron (inklusive azalea), varav cirka 80 är rena arter. I dalen blommar det en stor del av året men mest från april till början av juni. Det är bara under tre-fyra månader som det inte blommar alls.

## Dottertaxa till Rhododendronsläktet, i alfabetisk ordning[1]
(Indelningen i arter arbetas ofta om och på senare år har ett flertal varianter av rhododendron som tidigare ansågs vara olika arter förts samman och betraktas nu som samma art. Ett antal av de nedanstående kan ha upphört att betraktas som en egen art och har då bytt namn.)  
- Rhododendron aberconwayi
- Rhododendron abietifolium
- Rhododendron acrophilum
- Rhododendron acuminatum
- Rhododendron adamsii
- Rhododendron adenanthum
- Rhododendron adenobracteum
- Rhododendron adenogynum
- Rhododendron adenopodum
- Rhododendron adenosum
- Rhododendron adinophyllum
- Rhododendron aequabile
- Rhododendron afghanicum
- Rhododendron aganniphum
- Rhododendron agastum
- Rhododendron agathodaemonis
- Rhododendron alabamense
- Rhododendron albertsenianum
- Rhododendron albiflorum
- Rhododendron alborugosum
- Rhododendron albrechtii
- Rhododendron album
- Rhododendron alternans
- Rhododendron alticolum
- Rhododendron alutaceum
- Rhododendron amabile
- Rhododendron amagianum
- Rhododendron amakusaense
- Rhododendron amandum
- Rhododendron ambiguum
- Rhododendron amesiae
- Rhododendron amundsenianum
- Rhododendron anagalliflorum
- Rhododendron andrineae
- Rhododendron angulatum
- Rhododendron annae
- Rhododendron anthopogon
- Rhododendron anthopogonoides
- Rhododendron anthosphaerum
- Rhododendron aperantum
- Rhododendron apiense
- Rhododendron apoanum
- Rhododendron apricum
- Rhododendron araiophyllum
- Rhododendron arborescens
- Rhododendron arboreum
- Rhododendron archboldianum
- Rhododendron arenicolum
- Rhododendron arfakianum
- Rhododendron argipeplum
- Rhododendron argyrophyllum
- Rhododendron arizelum
- Rhododendron armitii
- Rhododendron arunachalense
- Rhododendron ashitakayamense
- Rhododendron asperrimum
- Rhododendron asperulum
- Rhododendron asperum
- Rhododendron assamicum
- Rhododendron asterochnoum
- Rhododendron atjehense
- Rhododendron atlanticum
- Rhododendron atrichum
- Rhododendron atropunicum
- Rhododendron atropurpureum
- Rhododendron atrovirens
- Rhododendron augustinii
- Rhododendron aureodorsale
- Rhododendron aureum
- Rhododendron auriculatum
- Rhododendron aurigeranum
- Rhododendron auritum
- Rhododendron austrinum
- Rhododendron bachii
- Rhododendron baconii
- Rhododendron baenitzianum
- Rhododendron bagobonum
- Rhododendron baihuaense
- Rhododendron baileyi
- Rhododendron bainaense
- Rhododendron bainbridgeanum
- Rhododendron bakeri
- Rhododendron balangense
- Rhododendron balfourianum
- Rhododendron bamaense
- Rhododendron banghamiorum
- Rhododendron barbatum
- Rhododendron barkamense
- Rhododendron basilicum
- Rhododendron bathyphyllum
- Rhododendron beanianum
- Rhododendron beccarii
- Rhododendron beesianum
- Rhododendron bellissimum
- Rhododendron benhallii
- Rhododendron beyerinckianum
- Rhododendron bhutanense
- Rhododendron bijiangense
- Rhododendron bivelatum
- Rhododendron blackii
- Rhododendron bloembergenii
- Rhododendron blumei
- Rhododendron boninense
- Rhododendron bonvalotii
- Rhododendron boothii
- Rhododendron borneense
- Rhododendron brachyanthum
- Rhododendron brachycarpum
- Rhododendron brachygynum
- Rhododendron brachypodarium
- Rhododendron brachypodum
- Rhododendron bracteatum
- Rhododendron brassii
- Rhododendron brevicaudatum
- Rhododendron brevinerve
- Rhododendron breviperulatum
- Rhododendron brevipes
- Rhododendron brevipetiolatum
- Rhododendron brevitubum
- Rhododendron brookeanum
- Rhododendron bryophilum
- Rhododendron bullifolium
- Rhododendron bulu
- Rhododendron bungonishiki
- Rhododendron bureavii
- Rhododendron burjaticum
- Rhododendron burmanicum
- Rhododendron burtii
- Rhododendron buruense
- Rhododendron buxifolium
- Rhododendron buxoides
- Rhododendron caesium
- Rhododendron caespitosum
- Rhododendron calendulaceum
- Rhododendron caliginis
- Rhododendron callimorphum
- Rhododendron calophytum
- Rhododendron calosanthes
- Rhododendron calostrotum
- Rhododendron calvescens
- Rhododendron camelliiflorum
- Rhododendron campanulatum
- Rhododendron campylocarpum
- Rhododendron campylogynum
- Rhododendron camtschaticum
- Rhododendron canadense
- Rhododendron canescens
- Rhododendron capellae
- Rhododendron capitatum
- Rhododendron carneum
- Rhododendron carolinianum
- Rhododendron carrii
- Rhododendron carringtoniae
- Rhododendron carstensense
- Rhododendron catacosum
- Rhododendron catawbiense
- Rhododendron caucasicum
- Rhododendron cavaleriei
- Rhododendron celebicum
- Rhododendron cephalanthum
- Rhododendron cerasinum
- Rhododendron cernuum
- Rhododendron chamaethomsonii
- Rhododendron chamaezelum
- Rhododendron chamberlainii
- Rhododendron championae
- Rhododendron changii
- Rhododendron charadzeae
- Rhododendron charapoeum
- Rhododendron charitopes
- Rhododendron charitostreptum
- Rhododendron chevalieri
- Rhododendron chihsinianum
- Rhododendron chilanshanense
- Rhododendron chionanthum
- Rhododendron christianae
- Rhododendron christii
- Rhododendron chrysocalyx
- Rhododendron chrysodoron
- Rhododendron chrysolepis
- Rhododendron chukirishima
- Rhododendron chunienii
- Rhododendron chunii
- Rhododendron ciliatum
- Rhododendron ciliicalyx
- Rhododendron ciliilobum
- Rhododendron ciliipes
- Rhododendron cinchoniflorum
- Rhododendron cinerascens
- Rhododendron cinnabarinum
- Rhododendron circinnatum
- Rhododendron citriniflorum
- Rhododendron citrinum
- Rhododendron clementinae
- Rhododendron cochlearifolium
- Rhododendron codonanthum
- Rhododendron coelicum
- Rhododendron coeloneurum
- Rhododendron coelorum
- Rhododendron colemanii
- Rhododendron collettianum
- Rhododendron columbianum
- Rhododendron comisteum
- Rhododendron commonae
- Rhododendron commutatum
- Rhododendron comparabile
- Rhododendron complexum
- Rhododendron comptum
- Rhododendron concinnoides
- Rhododendron concinnum
- Rhododendron coreanum
- Rhododendron coriaceum
- Rhododendron cornu-bovis
- Rhododendron correoides
- Rhododendron coryanum
- Rhododendron cowanianum
- Rhododendron coxianum
- Rhododendron crassifolium
- Rhododendron crassimedium
- Rhododendron crassistylum
- Rhododendron crebreflorum
- Rhododendron cremnastes
- Rhododendron crenulatum
- Rhododendron cretaceum
- Rhododendron crinigerum
- Rhododendron cruttwellii
- Rhododendron cubittii
- Rhododendron cuffeanum
- Rhododendron culminicolum
- Rhododendron cumberlandense
- Rhododendron cuneatum
- Rhododendron cuneifolium
- Rhododendron curviflorum
- Rhododendron cuspidellum
- Rhododendron cyanocarpum
- Rhododendron cyatheicolum
- Rhododendron cyrtophyllum
- Rhododendron dachengense
- Rhododendron dalhousiae
- Rhododendron danbaense
- Rhododendron dasycladoides
- Rhododendron dasypetalum
- Rhododendron datiandingense
- Rhododendron dauricum
- Rhododendron davidii
- Rhododendron davidsonianum
- Rhododendron davisianum
- Rhododendron dawuense
- Rhododendron dayaoshanense
- Rhododendron dayiense
- Rhododendron decipiens
- Rhododendron declivatum
- Rhododendron decorum
- Rhododendron degronianum
- Rhododendron dekatanum
- Rhododendron delavayi
- Rhododendron deleiense
- Rhododendron delicatulum
- Rhododendron dendricola
- Rhododendron dendrocharis
- Rhododendron densifolium
- Rhododendron denudatum
- Rhododendron detersile
- Rhododendron detonsum
- Rhododendron detzneranum
- Rhododendron dianthosmum
- Rhododendron dichroanthum
- Rhododendron dielsianum
- Rhododendron dignabile
- Rhododendron dilatatum
- Rhododendron dimitrum
- Rhododendron diphrocalyx
- Rhododendron discolor
- Rhododendron disterigmoides
- Rhododendron diversiflorum
- Rhododendron diversipilosum
- Rhododendron duclouxii
- Rhododendron dumicola
- Rhododendron durionifolium
- Rhododendron dutartrei
- Rhododendron eastmanii
- Rhododendron ebianense
- Rhododendron eclecteum
- Rhododendron edanoi
- Rhododendron edgarianum
- Rhododendron edgeworthii
- Rhododendron eheinense
- Rhododendron elegantulum
- Rhododendron elliottii
- Rhododendron emarginatum
- Rhododendron englerianum
- Rhododendron enomotoi
- Rhododendron epilosum
- Rhododendron erastum
- Rhododendron ericoides
- Rhododendron eriobotryoides
- Rhododendron eriocarpum
- Rhododendron erosipetalum
- Rhododendron erosum
- Rhododendron erythrocalyx
- Rhododendron esetulosum
- Rhododendron euchroum
- Rhododendron eudoxum
- Rhododendron eurysiphon
- Rhododendron evelyneae
- Rhododendron exasperatum
- Rhododendron excellens
- Rhododendron excelsum
- Rhododendron extrorsum
- Rhododendron exuberans
- Rhododendron eymae
- Rhododendron faberi
- Rhododendron facetum
- Rhododendron facium
- Rhododendron faithiae
- Rhododendron falconeri
- Rhododendron fallacinum
- Rhododendron fangchengense
- Rhododendron farinosum
- Rhododendron farrerae
- Rhododendron fastigiatum
- Rhododendron faucium
- Rhododendron feddei
- Rhododendron ferrugineum
- Rhododendron filidactylis
- Rhododendron fittianum
- Rhododendron flammeum
- Rhododendron flavantherum
- Rhododendron flavidum
- Rhododendron flavoflorum
- Rhododendron flavoviride
- Rhododendron fletcherianum
- Rhododendron fleuryi
- Rhododendron floccigerum
- Rhododendron floribundum
- Rhododendron florulentum
- Rhododendron flosculum
- Rhododendron formosanum
- Rhododendron formosum
- Rhododendron forrestii
- Rhododendron fortunans
- Rhododendron fortunei
- Rhododendron fragariflorum
- Rhododendron frey-wysslingii
- Rhododendron fuchsii
- Rhododendron fuchsiifolia
- Rhododendron fulgens
- Rhododendron fulvastrum
- Rhododendron fulvum
- Rhododendron furbishii
- Rhododendron fuscipilum
- Rhododendron fuyuanense
- Rhododendron galactinum
- Rhododendron gannanense
- Rhododendron gardenia
- Rhododendron gaultheriifolium
- Rhododendron gemmiferum
- Rhododendron genestierianum
- Rhododendron gideonii
- Rhododendron gilliardii
- Rhododendron giulianettii
- Rhododendron glabriflorum
- Rhododendron glanduliferum
- Rhododendron glaucophyllum
- Rhododendron glischrum
- Rhododendron gologense
- Rhododendron gonggashanense
- Rhododendron gongshanense
- Rhododendron goodenoughii
- Rhododendron goreri
- Rhododendron goyozanense
- Rhododendron gracilentum
- Rhododendron grande
- Rhododendron griersonianum
- Rhododendron griffithianum
- Rhododendron groenlandicum
- Rhododendron guangnanense
- Rhododendron guihainianum
- Rhododendron guizhongense
- Rhododendron guizhouense
- Rhododendron habbemae
- Rhododendron habrotrichum
- Rhododendron haematodes
- Rhododendron haematophthalmum
- Rhododendron hainanense
- Rhododendron hameliiflorum
- Rhododendron hanceanum
- Rhododendron hancockii
- Rhododendron haofui
- Rhododendron hartleyi
- Rhododendron hasegawae
- Rhododendron hatamense
- Rhododendron heatherae
- Rhododendron heizhugouense
- Rhododendron hejiangense
- Rhododendron heliolepis
- Rhododendron hellwigii
- Rhododendron helodes
- Rhododendron hemigymnum
- Rhododendron hemitrichotum
- Rhododendron hemsleyanum
- Rhododendron henanense
- Rhododendron henryi
- Rhododendron heptaster
- Rhododendron herzogii
- Rhododendron heteroclitum
- Rhododendron heterolepis
- Rhododendron hillieri
- Rhododendron himantodes
- Rhododendron hippophaeoides
- Rhododendron hirsutipetiolatum
- Rhododendron hirsutum
- Rhododendron hirtipes
- Rhododendron hirtolepidotum
- Rhododendron hodgsonii
- Rhododendron hoi
- Rhododendron hongkongense
- Rhododendron hooglandii
- Rhododendron hookeri
- Rhododendron horlickianum
- Rhododendron huadingense
- Rhododendron huangpingense
- Rhododendron huanum
- Rhododendron huguangense
- Rhododendron huidongense
- Rhododendron hunanense
- Rhododendron hunnewellianum
- Rhododendron hyacinthosmum
- Rhododendron hybridogenum
- Rhododendron hylaeum
- Rhododendron hypenanthum
- Rhododendron hyperythrum
- Rhododendron hypoglaucum
- Rhododendron hyugaense
- Rhododendron igneum
- Rhododendron impeditum
- Rhododendron impositum
- Rhododendron impressopunctatum
- Rhododendron incommodum
- Rhododendron inconspicuum
- Rhododendron indicum
- Rhododendron inopinum
- Rhododendron insculptum
- Rhododendron insigne
- Rhododendron intranervatum
- Rhododendron intricatum
- Rhododendron invasorium
- Rhododendron invictum
- Rhododendron irroratum
- Rhododendron iteophyllum
- Rhododendron japonicum
- Rhododendron japonoheptamerum
- Rhododendron jasminiflorum
- Rhododendron jasminoides
- Rhododendron javanicum
- Rhododendron jenestierianum
- Rhododendron jiewhoei
- Rhododendron jinboense
- Rhododendron jinchangense
- Rhododendron jinggangshanicum
- Rhododendron jinpingense
- Rhododendron jinxiuense
- Rhododendron jiulongshanense
- Rhododendron johnstoneanum
- Rhododendron joniense
- Rhododendron kaempferi
- Rhododendron kailiense
- Rhododendron kamatae
- Rhododendron kanehirae
- Rhododendron kasoense
- Rhododendron katsumatae
- Rhododendron kawakamii
- Rhododendron kawir
- Rhododendron keditii
- Rhododendron keiskei
- Rhododendron keleticum
- Rhododendron kemulense
- Rhododendron kendrickii
- Rhododendron kerowagiense
- Rhododendron kesangiae
- Rhododendron keysii
- Rhododendron kiangsiense
- Rhododendron kisoanum
- Rhododendron kiusianum
- Rhododendron kiyosumense
- Rhododendron kochii
- Rhododendron kogo
- Rhododendron komiyamae
- Rhododendron kongboense
- Rhododendron konori
- Rhododendron korthalsii
- Rhododendron koudzumontanum
- Rhododendron kroniae
- Rhododendron kuratanum
- Rhododendron kurohimense
- Rhododendron kwangsiense
- Rhododendron kyawi
- Rhododendron labolengense
- Rhododendron lacteum
- Rhododendron laetum
- Rhododendron lagopus
- Rhododendron lagunculicarpum
- Rhododendron lambianum
- Rhododendron lamii
- Rhododendron lampongum
- Rhododendron lamrialianum
- Rhododendron lanatoides
- Rhododendron lanatum
- Rhododendron lanceolatum
- Rhododendron lanigerum
- Rhododendron laojunshanense
- Rhododendron lapponicum
- Rhododendron lasiostylum
- Rhododendron lateriflorum
- Rhododendron latoucheae
- Rhododendron laudandum
- Rhododendron ledebourii
- Rhododendron leiboense
- Rhododendron leishanicum
- Rhododendron lepidostylum
- Rhododendron lepidotum
- Rhododendron leptanthum
- Rhododendron leptobrachium
- Rhododendron leptocarpum
- Rhododendron leptocladon
- Rhododendron leptomorphum
- Rhododendron leptopeplum
- Rhododendron leptothrium
- Rhododendron leucaspis
- Rhododendron leucogigas
- Rhododendron levinei
- Rhododendron leytense
- Rhododendron liangshanicum
- Rhododendron liaoxigensis
- Rhododendron liboense
- Rhododendron liewianum
- Rhododendron lilacinum
- Rhododendron liliiflorum
- Rhododendron lindaueanum
- Rhododendron lindleyi
- Rhododendron lineare
- Rhododendron linearilobum
- Rhododendron linguiense
- Rhododendron litchiifolium
- Rhododendron lithophilum
- Rhododendron loboense
- Rhododendron lochae
- Rhododendron loerzingii
- Rhododendron lompohense
- Rhododendron longesquamatum
- Rhododendron longicalyx
- Rhododendron longifalcatum
- Rhododendron longiflorum
- Rhododendron longilobum
- Rhododendron longiperulatum
- Rhododendron longipes
- Rhododendron longistylum
- Rhododendron loniceriflorum
- Rhododendron loranthiflorum
- Rhododendron lowii
- Rhododendron lowndesii
- Rhododendron ludlowii
- Rhododendron ludwigianum
- Rhododendron luhuoense
- Rhododendron lukiangense
- Rhododendron lulangense
- Rhododendron lungchiense
- Rhododendron luraluense
- Rhododendron luteiflorum
- Rhododendron luteosquamatum
- Rhododendron lutescens
- Rhododendron luteum
- Rhododendron macabeanum
- Rhododendron macgregoriae
- Rhododendron mackenzianum
- Rhododendron macrophyllum
- Rhododendron macrosepalum
- Rhododendron macrosiphon
- Rhododendron maculiferum
- Rhododendron maddenii
- Rhododendron madulidii
- Rhododendron magnificum
- Rhododendron magniflorum
- Rhododendron maguanense
- Rhododendron mainlingense
- Rhododendron maius
- Rhododendron makinoi
- Rhododendron malayanum
- Rhododendron malipoense
- Rhododendron mallotum
- Rhododendron manipurense
- Rhododendron maoerense
- Rhododendron maowenense
- Rhododendron mariae
- Rhododendron mariesii
- Rhododendron martinianum
- Rhododendron maximum
- Rhododendron maxwellii
- Rhododendron mayebarae
- Rhododendron mechukae
- Rhododendron meddianum
- Rhododendron medoense
- Rhododendron megacalyx
- Rhododendron megalanthum
- Rhododendron megeratum
- Rhododendron meijeri
- Rhododendron mekongense
- Rhododendron melantherum
- Rhododendron meliphagidum
- Rhododendron mendumiae
- Rhododendron mengtszense
- Rhododendron menziesii
- Rhododendron mianningense
- Rhododendron micranthum
- Rhododendron microgynum
- Rhododendron micromalayanum
- Rhododendron microphyllum
- Rhododendron milleri
- Rhododendron mimetes
- Rhododendron mindanaense
- Rhododendron miniatum
- Rhododendron minus
- Rhododendron minutiflorum
- Rhododendron minyaense
- Rhododendron mirabile
- Rhododendron mishmiense
- Rhododendron mitriforme
- Rhododendron miyiense
- Rhododendron mizumotoi
- Rhododendron modestum
- Rhododendron mogeanum
- Rhododendron molle
- Rhododendron mollianum
- Rhododendron mollicomum
- Rhododendron monanthum
- Rhododendron monkoboense
- Rhododendron monodii
- Rhododendron monosematum
- Rhododendron montiganum
- Rhododendron montroseanum
- Rhododendron morii
- Rhododendron moulmainense
- Rhododendron moupinense
- Rhododendron mucronatum
- Rhododendron mucronulatum
- Rhododendron multicolor
- Rhododendron multiflorum
- Rhododendron multinervium
- Rhododendron muscicola
- Rhododendron muscipulum
- Rhododendron myrsinifolium
- Rhododendron myrsinites
- Rhododendron myrtifolium
- Rhododendron naamkwanense
- Rhododendron nakaharai
- Rhododendron nakotiltum
- Rhododendron nanjianense
- Rhododendron nanophyton
- Rhododendron nanpingense
- Rhododendron natalicium
- Rhododendron nayarii
- Rhododendron nebulicola
- Rhododendron neobritannicum
- Rhododendron neoglandulosum
- Rhododendron neriiflorum
- Rhododendron nervulosum
- Rhododendron ngawchangensis
- Rhododendron nhatrangense
- Rhododendron nieuwenhuisii
- Rhododendron nigroglandulosum
- Rhododendron nipponicum
- Rhododendron nitens
- Rhododendron nitidulum
- Rhododendron nivale
- Rhododendron niveoflorum
- Rhododendron niveum
- Rhododendron noriakianum
- Rhododendron nortoniae
- Rhododendron notiale
- Rhododendron nudipes
- Rhododendron nummatum
- Rhododendron nuttallii
- Rhododendron nwaiense
- Rhododendron nyingchiense
- Rhododendron nymphaeoides
- Rhododendron oblancifolium
- Rhododendron oblongifolium
- Rhododendron obscurum
- Rhododendron obtusum
- Rhododendron occidentale
- Rhododendron ochraceum
- Rhododendron octandrum
- Rhododendron oldhamii
- Rhododendron oliganthum
- Rhododendron oligocarpum
- Rhododendron opulentum
- Rhododendron orbiculare
- Rhododendron orbiculatum
- Rhododendron oreadum
- Rhododendron oreites
- Rhododendron oreodoxa
- Rhododendron oreogenum
- Rhododendron oreotrephes
- Rhododendron orthocladum
- Rhododendron osuzuyamense
- Rhododendron ovatum
- Rhododendron oxycoccoides
- Rhododendron pachycarpon
- Rhododendron pachyphyllum
- Rhododendron pachypodum
- Rhododendron pachysanthum
- Rhododendron pachystigma
- Rhododendron pachytrichum
- Rhododendron papillatum
- Rhododendron papuanum
- Rhododendron paradoxum
- Rhododendron parishii
- Rhododendron parmulatum
- Rhododendron parryae
- Rhododendron parvulum
- Rhododendron patulum
- Rhododendron pauciflorum
- Rhododendron pemakoense
- Rhododendron pendulum
- Rhododendron pennsylvanicum
- Rhododendron pentandrum
- Rhododendron pentaphyllum
- Rhododendron perakense
- Rhododendron periclymenoides
- Rhododendron perplexum
- Rhododendron petelotii
- Rhododendron petrocharis
- Rhododendron phaeochiton
- Rhododendron phaeochristum
- Rhododendron phaeochrysum
- Rhododendron phaeops
- Rhododendron piercei
- Rhododendron pilostylum
- Rhododendron pilosum
- Rhododendron pingbianense
- Rhododendron pingianum
- Rhododendron planecostatum
- Rhododendron platyphyllum
- Rhododendron platypodum
- Rhododendron pleianthum
- Rhododendron pleistanthum
- Rhododendron pocophorum
- Rhododendron pogonophyllum
- Rhododendron poilanei
- Rhododendron poluninii
- Rhododendron polyanthemum
- Rhododendron polycladum
- Rhododendron polylepis
- Rhododendron polytrichum
- Rhododendron pomense
- Rhododendron ponticum
- Rhododendron populare
- Rhododendron poremense
- Rhododendron porphyranthes
- Rhododendron potaninii
- Rhododendron praeclarum
- Rhododendron praestans
- Rhododendron praeteritum
- Rhododendron praetervisum
- Rhododendron praevernum
- Rhododendron prainianum
- Rhododendron preptum
- Rhododendron primuliflorum
- Rhododendron principis
- Rhododendron prinophyllum
- Rhododendron proliferum
- Rhododendron pronum
- Rhododendron protandrum
- Rhododendron proteoides
- Rhododendron protistum
- Rhododendron pruniflorum
- Rhododendron prunifolium
- Rhododendron przewalskii
- Rhododendron psammogenes
- Rhododendron pseudobuxifolium
- Rhododendron pseudochrysanthum
- Rhododendron pseudociliipes
- Rhododendron pseudomurudense
- Rhododendron pseudonitens
- Rhododendron pseudotrichanthum
- Rhododendron psilanthum
- Rhododendron pubescens
- Rhododendron pubicostatum
- Rhododendron pubigermen
- Rhododendron pudiense
- Rhododendron pudorinum
- Rhododendron pudorosum
- Rhododendron pugeense
- Rhododendron pulchroides
- Rhododendron pulchrum
- Rhododendron pulleanum
- Rhododendron pumilum
- Rhododendron punctifolium
- Rhododendron purdomii
- Rhododendron purpureiflorum
- Rhododendron pusillum
- Rhododendron pyrrhophorum
- Rhododendron qianyangense
- Rhododendron qiaojiaense
- Rhododendron qinghaiense
- Rhododendron quadrasianum
- Rhododendron quinquefolium
- Rhododendron racemosum
- Rhododendron radendum
- Rhododendron radians
- Rhododendron ramipilosum
- Rhododendron ramsdenianum
- Rhododendron rappardii
- Rhododendron rarilepidotum
- Rhododendron rarum
- Rhododendron rawatii
- Rhododendron recurvoides
- Rhododendron redowskianum
- Rhododendron reevei
- Rhododendron renschianum
- Rhododendron reticulatum
- Rhododendron retivenium
- Rhododendron retrorsipilum
- Rhododendron retusum
- Rhododendron revolutum
- Rhododendron rex
- Rhododendron reynosoi
- Rhododendron rhodanthum
- Rhododendron rhodochroum
- Rhododendron rhodoleucum
- Rhododendron rhodopus
- Rhododendron rhodosalpinx
- Rhododendron rhodostomum
- Rhododendron rhombifolium
- Rhododendron rhuyuenense
- Rhododendron rigidum
- Rhododendron riparioides
- Rhododendron ripense
- Rhododendron ripleyi
- Rhododendron ririei
- Rhododendron rivulare
- Rhododendron robinsonii
- Rhododendron roseatum
- Rhododendron roseiflorum
- Rhododendron rosendahlii
- Rhododendron rosifaciens
- Rhododendron rothschildii
- Rhododendron rousei
- Rhododendron roxieanum
- Rhododendron roxieoides
- Rhododendron rubellum
- Rhododendron rubiginosum
- Rhododendron rubineiflorum
- Rhododendron rubrantherum
- Rhododendron rubrobracteatum
- Rhododendron rubropilosum
- Rhododendron rufescens
- Rhododendron rufohirtum
- Rhododendron rufum
- Rhododendron rugosum
- Rhododendron rupicola
- Rhododendron rupivalleculatum
- Rhododendron rushforthii
- Rhododendron russatum
- Rhododendron ruttenii
- Rhododendron saisiuense
- Rhododendron salicifolium
- Rhododendron saluenense
- Rhododendron sanctum
- Rhododendron sanguineum
- Rhododendron santapaui
- Rhododendron sarcodes
- Rhododendron sargentianum
- Rhododendron saruwagedicum
- Rhododendron saxatile
- Rhododendron saxicola
- Rhododendron saxifragoides
- Rhododendron sayeri
- Rhododendron scabridibracteum
- Rhododendron scabrifolium
- Rhododendron scabrum
- Rhododendron scarlatinum
- Rhododendron schistocalyx
- Rhododendron schizostigma
- Rhododendron schlechteri
- Rhododendron schlippenbachii
- Rhododendron schoddei
- Rhododendron sciaphilum
- Rhododendron scopulorum
- Rhododendron scopulum
- Rhododendron scortechinii
- Rhododendron searleanum
- Rhododendron searsiae
- Rhododendron seimundii
- Rhododendron seinghkuense
- Rhododendron selense
- Rhododendron semibarbatum
- Rhododendron semnoides
- Rhododendron seniavinii
- Rhododendron seranicum
- Rhododendron serotinum
- Rhododendron serpyllifolium
- Rhododendron sessilifolium
- Rhododendron setiferum
- Rhododendron setosum
- Rhododendron shanii
- Rhododendron sheilae
- Rhododendron sherriffii
- Rhododendron shimenense
- Rhododendron shweliense
- Rhododendron sidereum
- Rhododendron siderophyllum
- Rhododendron sikangense
- Rhododendron sikayotaizanense
- Rhododendron simiarum
- Rhododendron simsii
- Rhododendron simulans
- Rhododendron sinofalconeri
- Rhododendron sinogrande
- Rhododendron sinonuttallii
- Rhododendron sinosimulans
- Rhododendron sleumeri
- Rhododendron smilesii
- Rhododendron smirnowii
- Rhododendron sochadzeae
- Rhododendron sojolense
- Rhododendron solitarium
- Rhododendron sophistarum
- Rhododendron sordidum
- Rhododendron sororium
- Rhododendron souliei
- Rhododendron spadiceum
- Rhododendron spanotrichum
- Rhododendron sparsifolium
- Rhododendron spathulatum
- Rhododendron sperabile
- Rhododendron sperabiloides
- Rhododendron sphaeroblastum
- Rhododendron spiciferum
- Rhododendron spilotum
- Rhododendron spinuliferum
- Rhododendron spodopeplum
- Rhododendron spondylophyllum
- Rhododendron stamineum
- Rhododendron stapfianum
- Rhododendron stelligerum
- Rhododendron stenopetalum
- Rhododendron stenophyllum
- Rhododendron stewartianum
- Rhododendron stevensianum
- Rhododendron stolleanum
- Rhododendron stresemannii
- Rhododendron strigillosum
- Rhododendron strigosum
- Rhododendron suaveolens
- Rhododendron subansiriense
- Rhododendron subcerinum
- Rhododendron subcrenulatum
- Rhododendron subenerve
- Rhododendron subestipitatum
- Rhododendron subflumineum
- Rhododendron subpacificum
- Rhododendron subroseum
- Rhododendron subsessile
- Rhododendron subulatum
- Rhododendron subuliferum
- Rhododendron subulosum
- Rhododendron succothii
- Rhododendron sugaui
- Rhododendron sulfureum
- Rhododendron sumatranum
- Rhododendron superbum
- Rhododendron surasianum
- Rhododendron sutchuenense
- Rhododendron syringoideum
- Rhododendron taggianum
- Rhododendron taibaiense
- Rhododendron taiense
- Rhododendron taipaoense
- Rhododendron taishunense
- Rhododendron taiwanalpinum
- Rhododendron takanashianum
- Rhododendron takeuchii
- Rhododendron taliense
- Rhododendron tanakae
- Rhododendron tanastylum
- Rhododendron tapeinum
- Rhododendron tapetiforme
- Rhododendron taquetii
- Rhododendron taronense
- Rhododendron tashiroi
- Rhododendron tatsienense
- Rhododendron taxifolium
- Rhododendron taxoides
- Rhododendron tebotan
- Rhododendron telmateium
- Rhododendron temenium
- Rhododendron tenue
- Rhododendron tenuifolium
- Rhododendron tenuilaminare
- Rhododendron tephropeplum
- Rhododendron thaumasianthum
- Rhododendron thayerianum
- Rhododendron thomsonii
- Rhododendron thymifolium
- Rhododendron tianlinense
- Rhododendron tianmenshanense
- Rhododendron tingwuense
- Rhododendron tintinnabellum
- Rhododendron titapuriense
- Rhododendron tomentosum
- Rhododendron torquatum
- Rhododendron torquescens
- Rhododendron tosaense
- Rhododendron toxopei
- Rhododendron traillianum
- Rhododendron trancongii
- Rhododendron transiens
- Rhododendron trichanthum
- Rhododendron trichocladum
- Rhododendron trichogynum
- Rhododendron trichostomum
- Rhododendron triflorum
- Rhododendron trilectorum
- Rhododendron triumphans
- Rhododendron truncatovarium
- Rhododendron truncicolum
- Rhododendron tsaii
- Rhododendron tsariense
- Rhododendron tschonoskii
- Rhododendron tsinlingense
- Rhododendron tsoi
- Rhododendron tsurugisanense
- Rhododendron tuba
- Rhododendron tuberculiferum
- Rhododendron tubiforme
- Rhododendron tubulosum
- Rhododendron tuhanense
- Rhododendron tutcherae
- Rhododendron ultimum
- Rhododendron unciferum
- Rhododendron ungeonticum
- Rhododendron ungernii
- Rhododendron uniflorum
- Rhododendron urophyllum
- Rhododendron uwaense
- Rhododendron uvariifolium
- Rhododendron vaccinioides
- Rhododendron wadanum
- Rhododendron valentinianum
- Rhododendron wallichii
- Rhododendron walongense
- Rhododendron vanderbiltianum
- Rhododendron vandeursenii
- Rhododendron vanhoeffeni
- Rhododendron vaniotii
- Rhododendron vanvuurenii
- Rhododendron wardii
- Rhododendron variolosum
- Rhododendron vaseyi
- Rhododendron wasonii
- Rhododendron watsonii
- Rhododendron wattii
- Rhododendron websterianum
- Rhododendron veitchianum
- Rhododendron vellereum
- Rhododendron welleslyanum
- Rhododendron venator
- Rhododendron wentianum
- Rhododendron vernicosum
- Rhododendron verruciferum
- Rhododendron verruculosum
- Rhododendron versteegii
- Rhododendron verticillatum
- Rhododendron vesiculiferum
- Rhododendron westlandii
- Rhododendron weyrichii
- Rhododendron whiteheadii
- Rhododendron vialii
- Rhododendron vidalii
- Rhododendron wightii
- Rhododendron wilhelminae
- Rhododendron wilkiei
- Rhododendron williamsianum
- Rhododendron williamsii
- Rhododendron villosulum
- Rhododendron wiltonii
- Rhododendron vinicolor
- Rhododendron vinkii
- Rhododendron virgatum
- Rhododendron viridescens
- Rhododendron viriosum
- Rhododendron viscidifolium
- Rhododendron viscidum
- Rhododendron viscigemmatum
- Rhododendron viscistylum
- Rhododendron viscosum
- Rhododendron vitis-idaea
- Rhododendron wolongense
- Rhododendron womersleyi
- Rhododendron wongii
- Rhododendron wrayi
- Rhododendron wrightianum
- Rhododendron wumingense
- Rhododendron xanthanthum
- Rhododendron xanthocodon
- Rhododendron xanthopetalum
- Rhododendron xanthostephanum
- Rhododendron xenium
- Rhododendron xiangganense
- Rhododendron xiaoxidongense
- Rhododendron xichangense
- Rhododendron xiguense
- Rhododendron yakumontanum
- Rhododendron yakushimense
- Rhododendron yakusimanum
- Rhododendron yangmingshanense
- Rhododendron yaogangxianense
- Rhododendron yaoshanense
- Rhododendron yaoshanicum
- Rhododendron yedoense
- Rhododendron yelliottii
- Rhododendron yizhangense
- Rhododendron yongii
- Rhododendron yungchangense
- Rhododendron yungningense
- Rhododendron yunnanense
- Rhododendron yunyianum
- Rhododendron yushuense
- Rhododendron zaleucum
- Rhododendron zekoense
- Rhododendron zhangjiajieense
- Rhododendron zheguense
- Rhododendron zhongdianense
- Rhododendron ziyuanense
- Rhododendron zoelleri
- Rhododendron zollingeri